# Marios Sawa
Marios Sawa (ur. 7 kwietnia 1990) – cypryjski wioślarz.

## Osiągnięcia
- Mistrzostwa Europy – Brześć 2009 – dwójka podwójna – 8. miejsce[1].